# Уплакани анђели
Уплакани анђели (енгл. Weeping Angels) су врста грабљивих створења у дуготрајној британској научнофантастичној телевизијској серији Доктор Ху. Они су представљени у епизоди „Трептај” из 2007. године, а појављују се и у каснијим епизодама. Појавили су се и у спиноф серији Класа. Од свог првог појављивања, упорно су бирани као једно од најпопуларнијих и најстрашнијих чудовишта Доктора Хуа. Стивен Мофат приписује њихову привлачност играма из детињства као што су „Бакини кораци” и замисли да би сваки кип могао тајно бити прикривени Уплакани анђео.

## Опис
У свом уобичајеном облику, Уплакани анђели подсећају на камене кипове људске величине у облику крилатих анђела у драпираној одећи, какви се могу појавити на гробницама са викторијанских гробаља. Док се приближавају свеснијим жртвама, склони су да покажу ужасан, зверски и демонски аспект са широм отвореним устима, вампирским зубима и рукама са канџама упарене са бесним изразом лица. Такође је имплицирано да Уплакани анђели могу да опонашају облике или величине ширег распона кипова ако је потребно: у епизоди „Анђели заузимају Менхетн” (2012), један Уплакани анђео узима облик (или отима постојећи облик) Кипа слободе (која се испољио као кип у пуној величини са карактеристикама Уплаканог анђела), а последњи тренуци епизоде „Трептај” (2007) указују да би било који камени кип могао бити прерушени Уплакани анђео.
У епизоди „Анђели заузимају Менхетн”, приказан је још један облик Уплаканог анђела, Херувим. За разлику од Уплаканих анђела, Херувими не ћуте, детињасто се кикоћу и кораци им се чују. Није изричито наведено да су то млади Уплакани анђели, али се о њима говори као о „бебама”.
Када се не посматрају, Уплакани анђели могу да се крећу изузетно брзо, што је обично праћено звуком стругања камена. Њихова феноменална брзина омогућава им да буквално за трен ока пређу удаљености од више метара. Међутим, када се посматрају они постају „квантно закључани”, заузимају један положај у свемиру и постају камен. У овом стању, они су потпуно замрзнути на месту и не могу се убити.
Уплакани анђели су физички веома јаки, иако ретко физички убијају жртву јер се тиме троши временско-потенцијална енергија коју би Уплакани анђели иначе потрошили да преживе. Они преферирају да узимају енергију од живих жртава, али ако је потребно, могу да црпе енергију из других облика, као што је она из светла (обично бакљи или сијалица) или друге електронике.
Уплакани анђели такође су показали запањујућу способност да се пројектују из свега што приказује физичку слику Уплаканих анђела. Користећи ову способност, Уплакани анђели могу да се испољавају од било чега као што су видео снимци или цртежи. Уплакани анђели такође могу утиснути менталну слику себе у нечији ум када им жртва неко време гледа право у очи: слика се затим ствара и преузима тело особе како би се испољио нови Уплакани анђео или може да убије домаћина кроз бекство из тела када се једном потпуно развије.

## Пријем
У анкети коју је спровео BBC, на основу гласова 2.000 читалаца часописа Авантуре Доктора Хуа, Уплакани анђели проглашени су за најстрашнија чудовишта 2007. са 55% гласова. Господар и Далеци су заузели друго, односно треће место са 15% и 4% гласова. Далеци обично излазе на прво место у таквим анкетама. Уредник Авантура Доктора Хуа Мореј Ленг похвалио је концепт бекства од чудовишта не трепћући, нешто што је и једноставно и тешко изводљиво. У анкети од преко десет хиљада испитаника из 2012. коју је спровео часопис Radio Times, Уплакани анђели су поново изабрани за најбоља чудовишта Доктора Хуа са 49,4% гласова. Далеци су заузели друго место са 17%.
Уплакани анђели заузели су треће место у „Топ десет нових класичних чудовишта” Нила Гејмена у часопису Entertainment Weekly. Они су такође оцењени као трећи „најбољи негативци” у Доктору Хуу од стране новина The Daily Telegraph, иза Нестенске свести и Далека. Анђели су наведени као трећи најстрашнији телевизијски ликови од стране веб-блога TV Squad. Године 2009, часопис SFX је врхунац епизоде „Трептај” са Уплаканим анђелима који напредују на Сали и Ларија назвао најстрашнијим тренутком у историји Доктора Хуа. Такође су навели Анђеле на свом списку омиљених ствари поновног покретања Доктора Хуа, написавши: „Најстрашнија. Чудовишта. Икад”.
Епизода „Трептај” је освојила награду Хјуго за најбољу драмску презентацију и кратку форму 2008. године.

## У популарној култури
Уплакани анђео је назив хакерског алата откривеног у документима Vault 7, који су 2014. године развили ЦИА и МИ5, а који се користи за коришћење паметних телевизора у сврху тајног прикупљања обавештајних података. Једном инсталиран у одговарајући телевизор, овај алат омогућава телевизору да снима околину док изгледа да је искључен (тзв. „Fake-Off”).